# Magnus Rød
Magnus Abelvik Rød (Oslo, 1997. július 7. –) norvég válogatott kézilabdázó, a Pick Szeged játékosa.

## Pályafutása

### Klubcsapatokban
Magnus Rød a Bækkelagets csapatában kezdte pályafutását. 2016 decemberében szerződött a német Bundesligában szereplő Flensburg-Handewitt együtteséhez. 2018-ban bajnoki címet nyert a csapattal. 

### A válogatottban
Tagja volt a 2014-es nyári ifjúsági olimpiai játékokon bronzérmet szerző norvég csapatnak. A norvég válogatottban 2016 júniusában mutatkozott be. Tagja volt a 2017-ben világbajnoki ezüstérmet szerző válogatottnak, kilenc mérkőzésen tíz gólt szerzett.